# Durian
För arten durian, se Durio zibethinus
Durian är den ätbara frukten av flera trädarter som tillhör släktet Durio. Frukterna är mycket använda och uppskattade i Sydostasien, och kallas där "frukternas konung". Frukterna utmärker sig för sin storlek, unika doft och sina tjocka skal som skyddas av taggar. Frukten kan bli upp till 30 centimeter i diameter och väger vanligtvis ett till tre kg. Dess form kan vara allt från avlång till rund, färgen på skalet grön till brun och köttet blekgult till rött, beroende på art.
Träd förekommer naturligt i Brunei, Indonesien och Malaysia, och dess frukter har varit kända i västvärlden i ungefär 600 år. Det finns 30 kända arter i släktet, av vilka åtminstone nio producerar ätbara frukter och av dessa finns det hundratals olika sorter. Fruktköttet avsöndrar en speciell doft som är stark och genomträngande, även när skalet är helt. En del anser att fruktköttet är väldoftande, medan andra finner aromen överväldigande och obehaglig. Doften har lett till att frukten har bannlysts från vissa hotell och från kollektivtrafik i Sydostasien. Den brittiske naturhistorikern Alfred Russel Wallace beskrev under 1800-talet durianfruktköttet som en "smakrik kräm med stark smak av mandel". Av de ätbara arterna konsumeras fruktköttet vid olika mognadsgrader och används som ett stort antal olika aptitretare och sötsaker i de sydostasiatiska köken. Fröna kan också ätas när de har tillagats.
Stinkfrukt (Durio zibethinus) är den enda art som finns tillgänglig på den internationella marknaden. De övriga säljs i sina hemländer.

## Kännetecken och ekologi

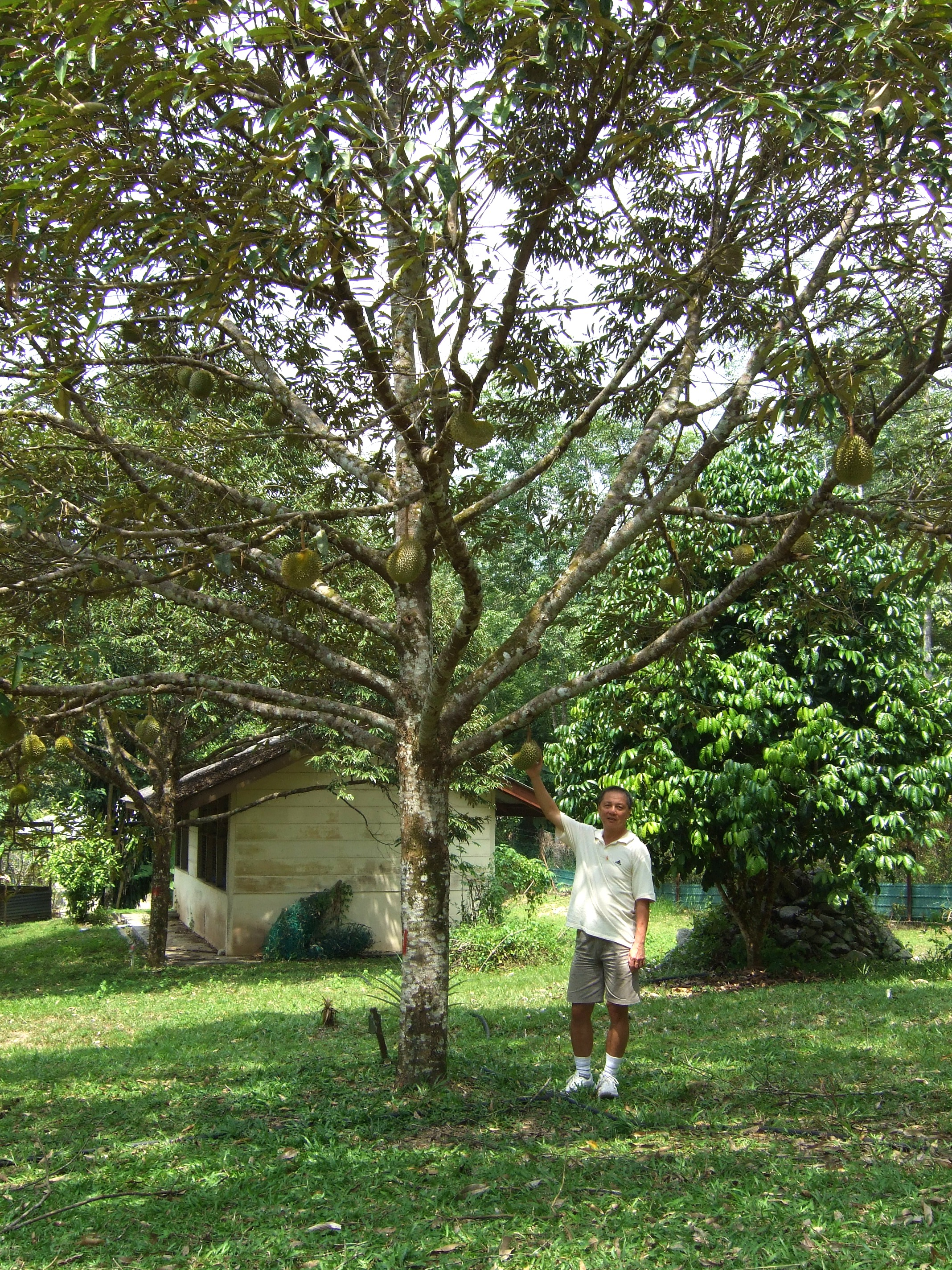
Ett ungt durioträd. Vissa arter kan bli upp till 50 meter höga.

Durianträd är stora, upp till 25–50 meter höga, beroende på art. Löven är städsegröna, ovala till avlånga och 10–18 centimeter långa. Blommorna, som alla har foderblad och fem (då och då fyra eller sex) kronblad, växer i klungor om tre till 30 blommor på stora grenar och direkt på stammen. Blommorna är stora  och mycket innehållsrika på nektar. Träden har en eller två blom- och fruktperioder varje år, som infaller olika beroende på art, odlare och plats. Ett typiskt durioträd får frukt efter fyra till fem år. Frukten kan hänga från alla kvistar och mognar drygt tre månader efter pollinering. Frukten kan bli upp till 30 centimeter lång och 15 centimeter i diameter, och väger vanligtvis mellan ett och tre kilogram. Formen varierar från avlång till rund, och färgen på skalet från grönt till brunt. Fruktköttet varierar från blekgult till rött, beroende på art. Eftersom arterna pollineras öppet finns det en anmärkningsvärd mångfald vad gäller frukternas färg och smak, mängden fruktkött och kärnor samt trädets fenologi. Bland de trettio kända arterna i släktet producerar nio av dem ätbara frukter: D. zibethinus, D. dulcis, D. grandiflorus, D. graveolens, D. kutejensis, D. lowianus, D. macrantha, D. oxleyanus och D. testudinarum. Dock har inte frukt från alla kända arter samlats in eller blivit ordentligt studerade, så andra arter med ätbara frukter kan existera. Arterna liknar jackfrukten något, även om de inte är besläktade.
Blommorna avger en tung, sur och smörig doft vilket är typiska kännetecken för blommor som pollineras av olika sorters nektar- och pollenätande fladdermöss. Enligt studier gjorda i Malaysia under 1970-talet pollineras durian nästan uteslutande av olika sorters flyghundar. Studier gjorda 1996 visade dock att två arter, D. grandiflorus och D. oblongus, pollineras av spindeljägare i fågelfamiljen (Nectariniidae), och att arten D. kutejensis pollinerades av jättehonungsbin.
Stinkfrukt är den enda arten som kommersiellt odlas i stor skala och som är tillgänglig till försäljning utanför sitt naturliga växtområde.

## Etymologi
Trivialnamnet durian kommer från det malajiska ordet duri som betyder "törne", tillsammans med suffixet an, som i malajiskan bildar ett substantiv. Stinkfruktens artepitet zibethinus härleds från den indiska civetten (Viverra zibetha).

## Arter
- Durio zibethinus - Stinkfrukt
- Durio dulcis
- Durio grandiflorus
- Durio graveolens
- Durio kutejensis
- Durio lowianus
- Durio macrantha
- Durio oxleyanus
- Durio testudinarum
- Durio acutifolius
- Durio affinis
- Durio beccarianus
- Durio bukitrayaensis
- Durio burmanicus
- Durio carinatus
- Durio crassipes
- Durio excelsus
- Durio griffithii
- Durio kinabaluensis
- Durio lanceolatus
- Durio lissocarpus
- Durio macrolepis
- Durio macrophyllus
- Durio malaccensis
- Durio mansoni
- Durio oblongus
- Durio pinangianus
- Durio purpureus
- Durio singaporensis
- Durio wyatt-smithii

## Sorter

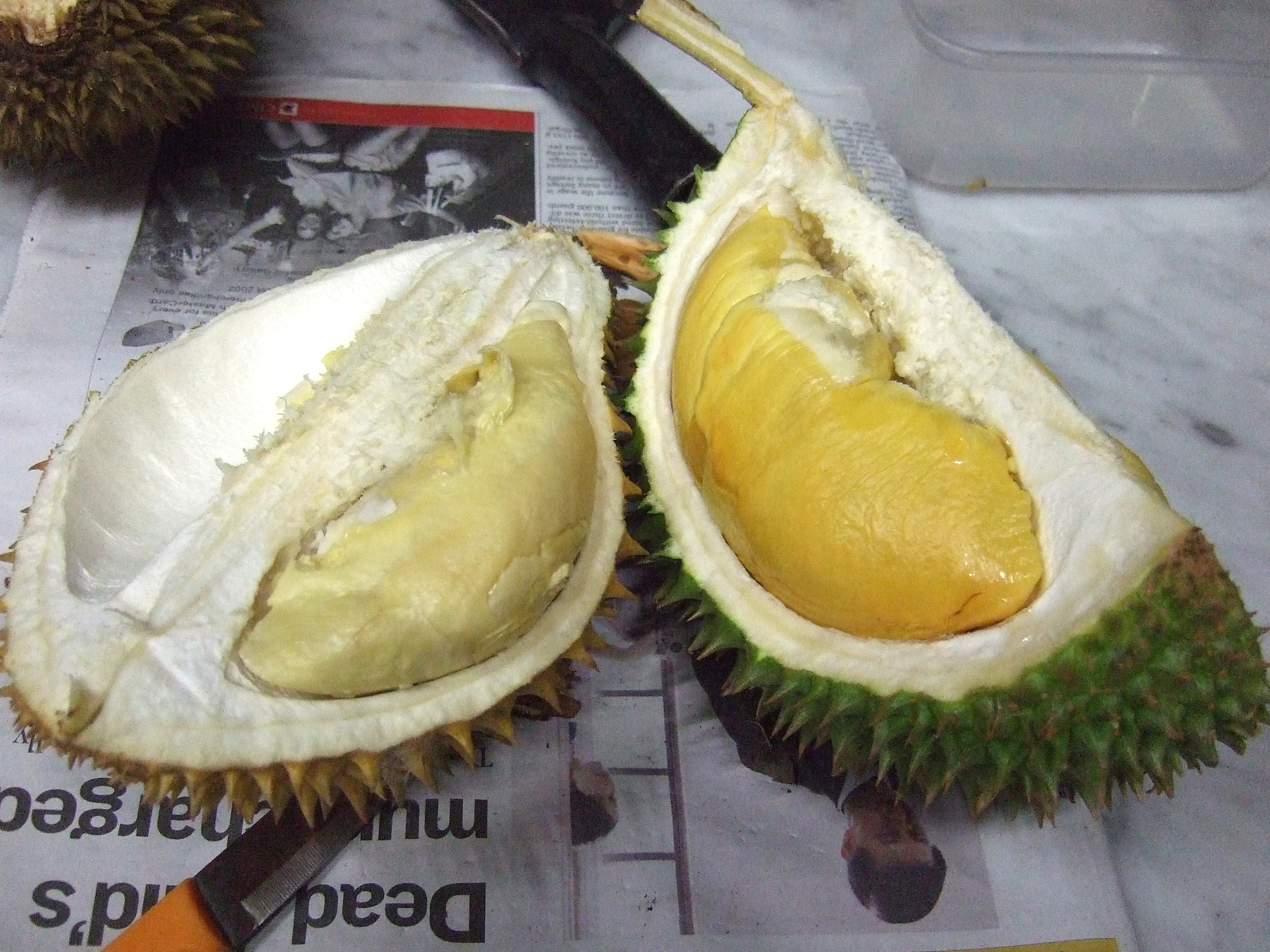
Frukter av olika sorters durian har vanligtvis skilda färger. De två sorterna på bilden har exempelvis inte samma färg, trots sitt nära släktskap.

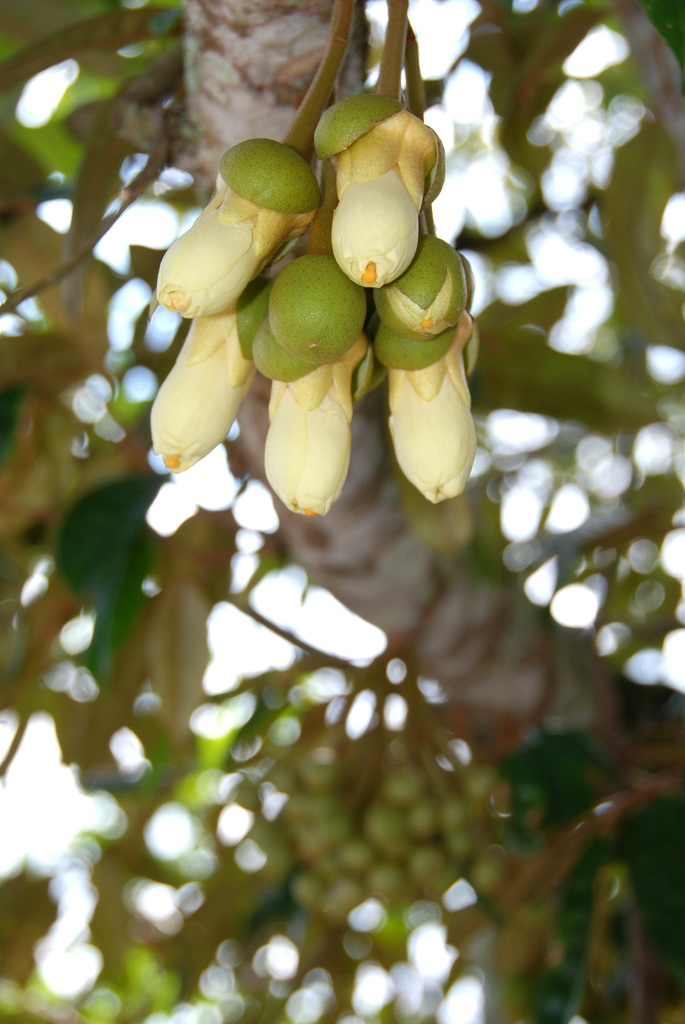
Blommorna är vanligtvis slutna under dagen.

Flera duriansorter har under en lång tid förökats genom vegetativ kloning i Sydostasien. Tidigare odlades träden med blandningar av frön från träd med finare frukter, men förökas numera huvudsakligen genom ympning från knoppar eller utlöpare och dylikt. Olika sorter kan skilja sig från varandra till viss grad, bland annat i formen på frukt och taggar. Alla sorter är inte lika uppskattade av konsumenterna, vilket har lett till stora prisskillnader.
De flesta sorterna har dels ett vanligt namn dels ett kodnamn som börjar med ett "D". Bland populära sorter kan Kop (D99, thai: กบ, IPA: /kòp/), Chanee (D123, thai: ชะนี, IPA: /tɕʰániː/), Berserah (alternativt Tuan Mek Hijau) (D145, thai: ทุเรียนเขียว, IPA: /tʰúriːan kʰǐːaw/), Kan Yao (D158, thai: ก้านยาว, IPA: /kâːn jaːw/), Mon Thong (D159, thai: หมอนทอง, IPA: /mɔ̌ːn tʰɔːŋ/), Kradum Thong (thai: กระดุมทอง, IPA: /kràdum tʰɔːŋ/) nämnas, samt D24 och D169 som inte har något vanligt namn. Varje sort har sin egen smak och doft.
 I Thailand finns det över 300 sorter av stinkfrukt. Chanee har den mest uppskattade grundstammen på grund av dess motståndskraft mot bladmögel. Bland alla sorter i Thailand odlas bara fyra sorter i stor kommersiell skala: Chanee, Kradum Thong, Mon Thong och Kan Yao. I Malaysia finns det fler än 100 registrerade sorter och flera av de större sorterna har identifierats vid tävlingar som hålls vid den årliga malaysiska jordbruks- och hortikulturfestivalen. I Vietnam har flera av de största sorterna kommit fram på samma sätt. En nyligen upptäckt populär sort är Cat Mountain King.
Den thailändske regeringsvetenskapsmanen Songpol Somsri har fram till år 2007 korsat mer än 90 olika sorter för att få fram Chantaburi nr. 1, en sort utan den karaktäristiska doften, vilken väntar på ett sista godkännande från det lokala jordbruksministeriet. En annan hybrid, Chantaburi nr. 3, utvecklar sin lukt ungefär tre dagar efter att frukten plockats, vilket tillåter en luktfri transport samtidigt som frukten när den når konsumenten ger ifrån sig den karaktäristiska lukt som så många uppskattar.
En naturlig tagglös variant av durian som växer vild i Davaoregionen i Filippinerna upptäcktes under 1960-talet. Frukterna från denna art saknade också taggar. Då fruktens taggar utvecklas medan den mognar kan man skapa tagglösa frukter artificiellt genom att ta bort de små taggarna från omogna frukter.

## Utbredning, odling och tillgänglighet

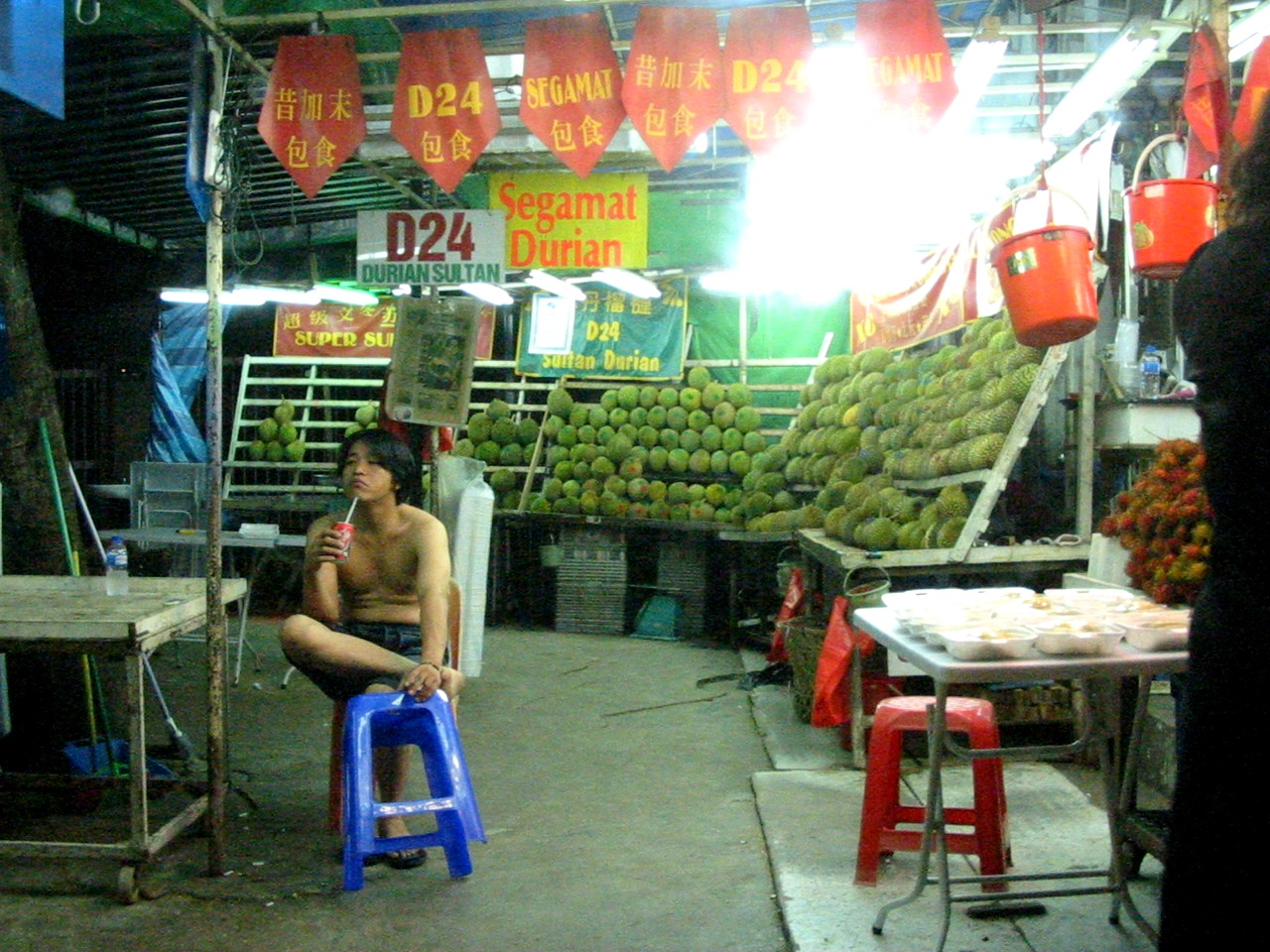
Ett durianstånd i Singapore

Durianträd ursprungliga utbredningsområde omfattade Indonesien, Malaysia och Brunei. Det är dock omdiskuterat huruvida durianträd ursprungligen även växte i Filippinerna, eller om det introducerats dit. Idag växer durian också i andra områden med liknande klimat. Den kräver tropiskt klimat, och utbredningsområdet upphör där den genomsnittliga dagstemperaturen går under 22 grader celsius.
Centrum för durianträd utbredningsområde ligger på Borneo, där de ätbara arterna stinkfrukt (D. zibethinus), D. dulcis, D. graveolens, D. kutejensis, D. oxleyanus och D. testudinarum säljs på lokala marknader. I vissa områden odlas specifika arter beroende på den lokala uppfattningen om vilka som smakar bäst. Exempelvis odlas inte stinkfrukt i Brunei utan istället D. gravoleons, D. kutejensis och D. oxleyanus och dessa arter ger, tillsammans med arter som D. testudinarum och D. dulcis, en rik genetisk variation.

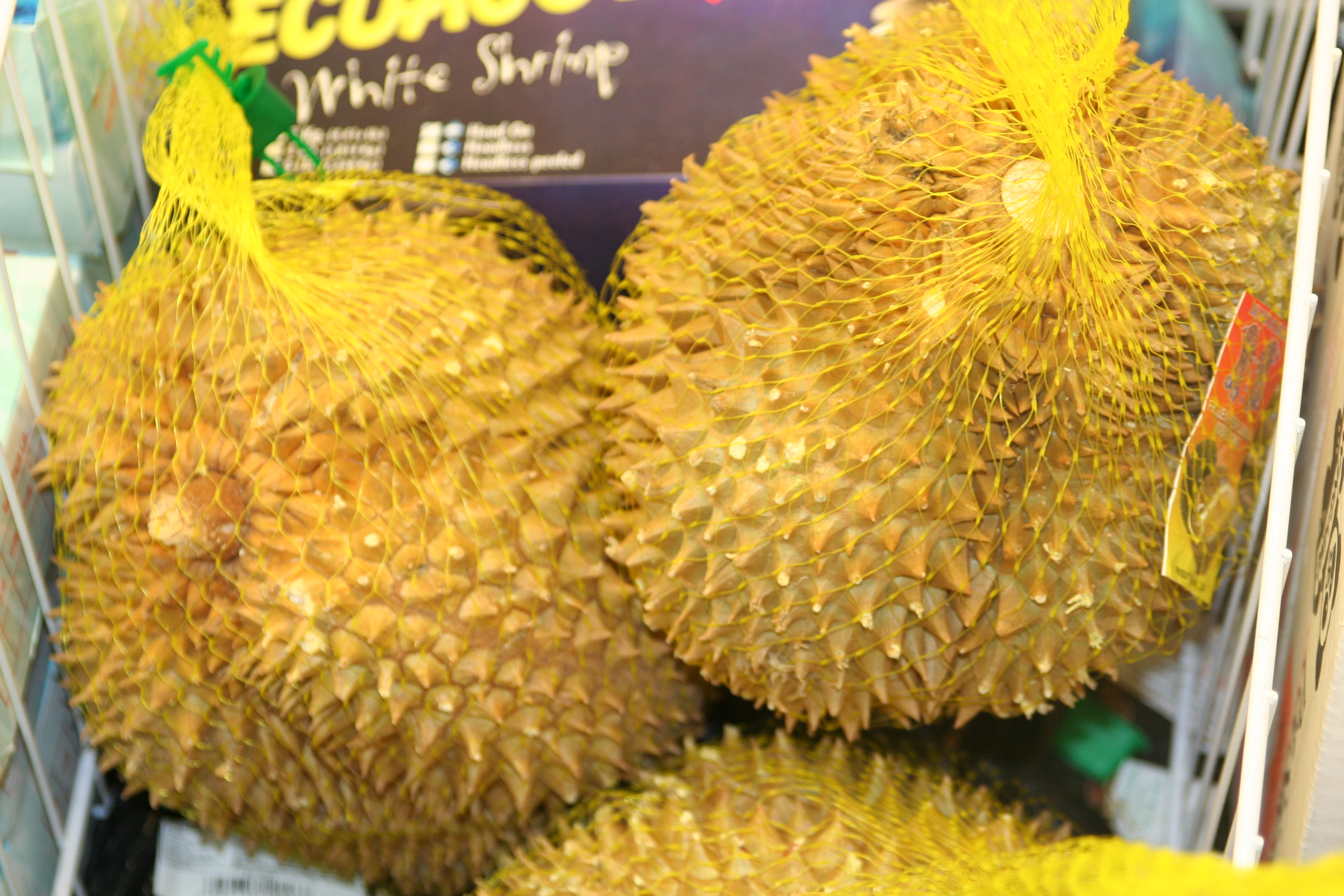
Frukter som säljs i nätpåsar från en frys på en marknad i Kalifornien

Även om frukten inte ursprungligen växte i Thailand är landet för närvarande en av de största exportörerna av frukten. 1999 odlade landet 780 000 ton durian, jämfört med världens totala skörd på 1 400 000 ton. Av de 780 000 ton durian som odlades exporterades 111 000 ton. Malaysia och Indonesien odlade under samma år ungefär 265 000 ton durian var, av vilka Malaysia exporterade 35 000 ton. Chanthaburiprovinsen i Thailand håller varje år i maj Världsdurianfestivalen (World Durian Festival). Provinsen står ensam för hälften av Thailands årliga produktion av durian. I Filippinerna produceras den största mängden durian i Davaoregionen. Kadayawanfestivalen firas varje år i staden Davao till durians ära. Andra länder där frukten odlas är bland andra Kambodja, Laos, Vietnam, Myanmar, Indien, Sri Lanka, Papua Nya Guinea, Madagaskar och Singapore, samt områdena Västindien, Florida, Hawaii, Polynesien, Hainan och norra Australien.

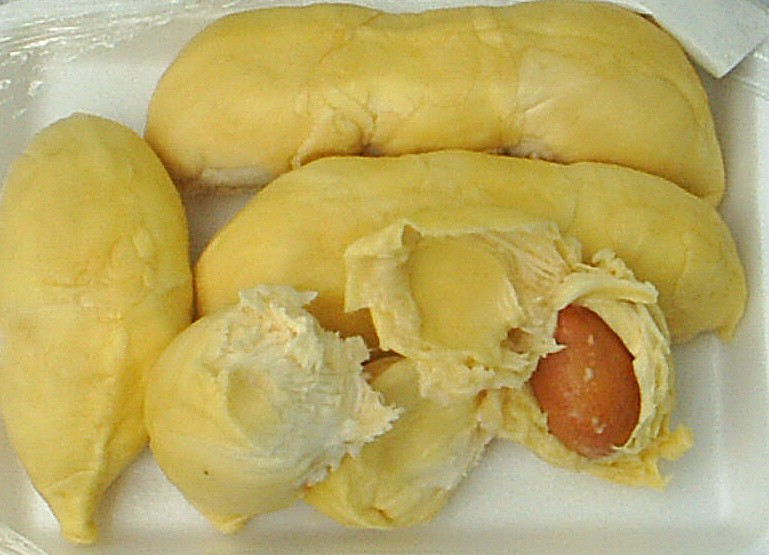
Fruktkött från durian som paketerats för försäljning, tillsammans med en blottad kärna

Durian introducerades till Australien under det tidiga 1960-talet och började odlas under 1970-talet. Över 30 kloningar av stinkfrukt och sex andra durioarter har därefter introducerats i landet. Kina är den största importören, med 65 000 ton importerad frukt 1999, följt av Singapore med 40 000 och Taiwan med 5 000 ton. Samma år importerade USA 2 000 ton, mestadels frusen, frukt, och Europeiska gemenskapen importerade 500 ton.
Durian är en säsongsbetonad frukt, till skillnad från andra tropiska frukter som papaya som finns tillgänglig året om. På halvön som utgörs av Malaysia och Singapore odlas frukten vanligtvis mellan juni och augusti, vilket är samtidigt som mangostanfrukten. Jämfört med andra frukter är durian relativt dyr. Exempelvis har den stora efterfrågan på sorter av hög kvalitet, såsom D24, Sultan och Mao Shan Wang resulterat i genomsnittliga återförsäljningspriser på mellan 5 och 10 amerikanska dollar per kg. Då en genomsnittlig frukt väger runt 1 ½ kg kostar en frukt därför mellan 8 och 15 amerikanska dollar. Den ätbara delen av frukten utgör dock bara 15–30 procent av fruktens totala storlek. I Singapore kan konsumenter betala priser på upp till 50 dollar för en handfull frukter vid ett enda köptillfälle. Under fruktens högsäsong kan frukten hittas i de flesta japanska snabbköp, medan den i västvärlden till största del säljs på asiatiska marknader.

## Smak och doft

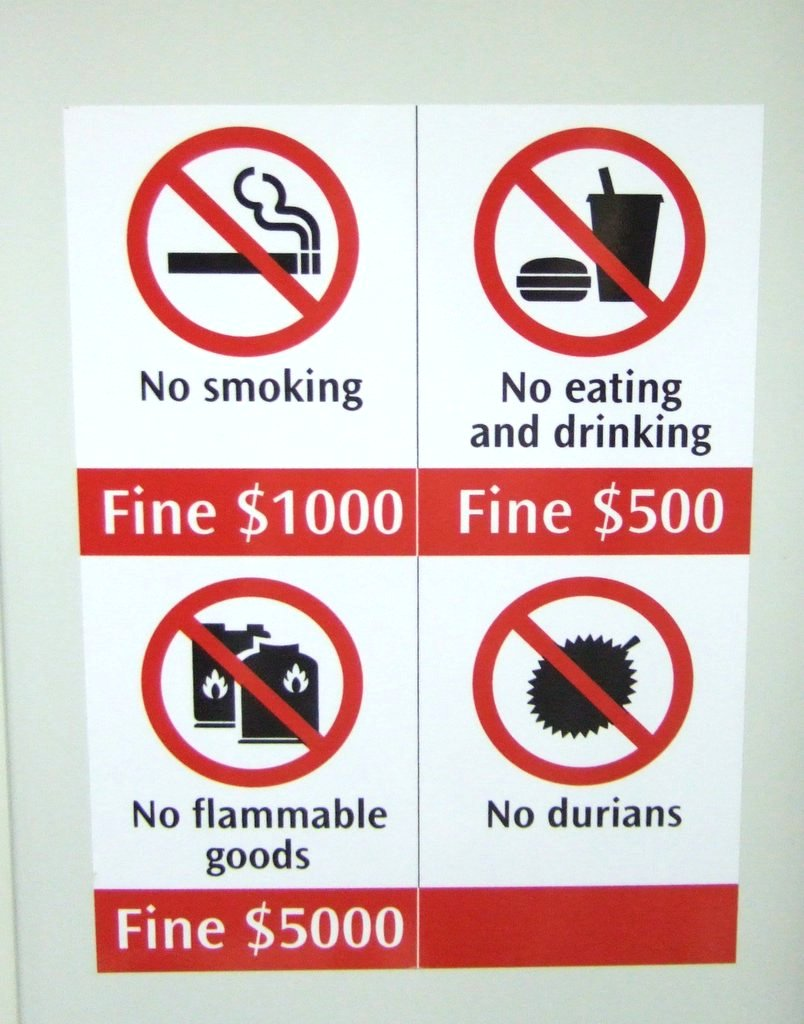
Skylt som förbjuder durian i Singapores tunnelbana

Fruktens ovanliga doft och smak upplevs väldigt olika av olika människor, och varierar från stor uppskattning till djup avsmak. 1856 skrev den brittiska naturalisten Alfred Russel Wallace en ofta citerad beskrivning av fruktens smak, som lydde:
| ”                       | De fem delarna är vita inuti och är fyllda med en massa av fast, gräddfärgat fruktkött som innehåller ungefär tre frön var. Fruktköttet är den ätbara delen av frukten, och upplevs av många som obeskrivbar. Smaken har beskrivits som en mustig kräm smaksatt med mandel, men kan ha vissa drag som påminner om cream cheese, löksås, sherry och andra oförenliga maträtter. Fruktköttet har en mustig, klibbig mildhet som är rätt unik, vilken anses öka dess status som delikatess. Det är varken surt, sött eller saftig, vilket dock inte behövs för frukten är i sig själv perfekt. Den orsakar inget illamående eller andra negativa effekter, och ju mer du äter, desto mindre känner du dig benägen att sluta. Faktiskt är det en sådan sensation att äta durian att det är värt att åka till Öst för fruktens skull. ... som skapare av ett livsmedel av den mest utsökta smak är den oöverträffad. | „ |
| – Alfred Russel Wallace | |   |

Medan Wallaces varningar om att en mogen frukts doft till en början är "verkligen oangenäm", har senare beskrivningar av västerlänningar varit mer målande. Den brittiska författaren Anthony Burgess skrev att äta durian är som att äta blancmangepudding på toaletten. Kocken Andrew Zimmern jämför smaken med genomruttna, mosade lökar. Anthony Bourdain beskriver frukten som "Dess smak kan bara beskrivas som.. obeskrivbar, något du antingen kommer älska eller hata. ... Din andedräkt luktar som om du har kysst din döda mormor med tungan." Rese- och matskribenten Richard Sterling säger:
| ” | ... its odor is best described as pig-shit, turpentine and onions, garnished with a gym sock. It can be smelled from yards away. Despite its great local popularity, the raw fruit is forbidden from some establishments such as hotels, subways and airports, including public transportation in Southeast Asia. Svenska:... dess odör beskrivs bäst som grisskit, terpentin och lökar, garnerat med en gymstrumpa. Doften kan kännas på flera meters håll. Trots dess stora lokala popularitet är den råa frukten förbjuden på flera platser, såsom hotell, tunnelbanor och flygplatser, samt kollektivtrafik i Sydostasien. | „ |

Svavelväte, en av de kemiska föreningar som kan vara anledningen till fruktens speciella doft.

Andra jämförelser har gjorts med civetter, avloppsvatten, gammal spya, skunk och använda topsar.
Anledningen till de många olika beskrivningar som gjorts av fruktens odör kan ha att göra med att frukten kan lukta på väldigt många sätt. Frukter av olika arter eller sorter kan ha märkbart olika smaker. Till exempel har D. dulcis en kraftig karamellsmak, med en doft som liknar terpentin, medan D. graveolens avger en doft av rostade mandlar. Bland de olika varianterna av stinkfrukt har de thailändska varianterna en sötare smak och mindre lukt än de malajiska varianterna. Mognadsgraden förändrar smaken likaså.
Tre naturvetenskapliga studier på durians smaksammansättning, från 1972, 1980 och 1995, visar alla på en sammansättningar av estrar, ketoner och olika svavelföreningar, men man har inte kunnat fastställa vilken av dessa föreningar, eller vilken kombination, som är den huvudsaklig anledning till dess särskilda doft.
Vissa djur kan uppfatta lukten av frukten på över 800 meters avstånd. Några djurarter finner frukten väldigt aptitlig, bland andra ekorrar, mushjortar, grisar, orangutanger, elefanter, och även köttätande tigrar. En del av dessa djur äter endast fruktköttet och lämnar kärnorna, medan några sväljer kärnorna och sprider på detta sätt kärnorna med avföringen. Det taggiga, bepansrade skalet gör frukten otillgänglig för mindre djur och det är troligtvis större djur som sprider kärnorna längre sträckor ifrån moderväxten.

### Mognadsgrad och urval

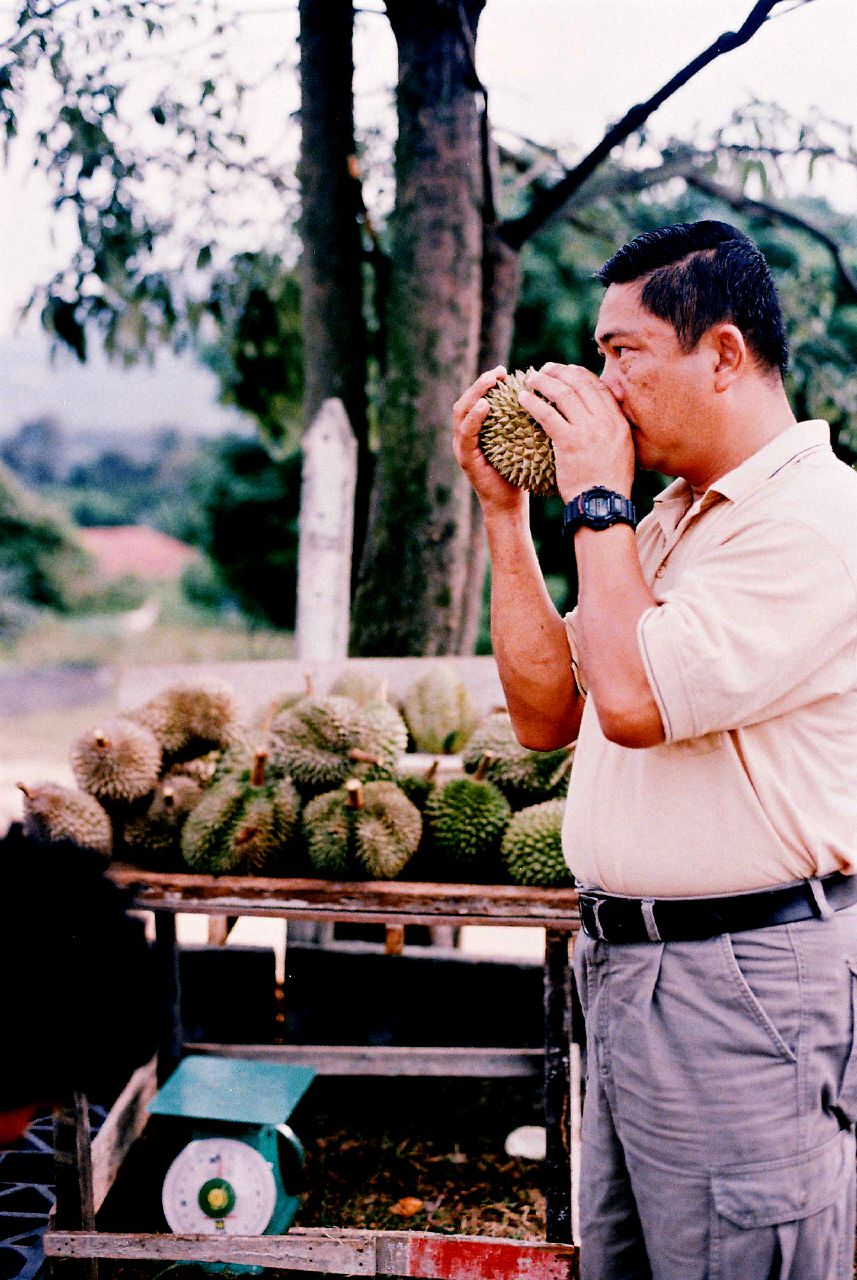
En konsument i Malaysia luktar på en durian före inköp.

Enligt Larousse Gastronomique, en fransk matencyklopedi, är frukten klar att äta när dess skal börjar spricka. Den ideala mognadsgraden varierar dock från region till region, och mellan olika arter och sorter. Vissa arter växer så högt upp att de bara kan plockas när de har fallit till marken, medan de flesta stinkfrukter skärs ned från träd och mognar medan de väntar på att säljas. Vissa personer i södra Thailand föredrar när frukterna är relativt unga, när fruktköttet är krispigt och milt. I norra Thailand föredrar man istället när frukten är mjuk och frän i smaken. De flesta konsumenter i Malaysia och Singapore föredrar när frukten är ganska mogen, och låter även frukten fortsätta mogna efter att skalet har spruckit. När skalet har spruckit blir köttet mustigt krämigt, med små alkoholmängder, som påverkar dess arom och smak.
På grund av de olika åsikterna om när en frukt är som bäst att ätas är det svårt att definiera vad som är en bra durian. En durian som lossnar från trädet fortsätter att mogna. Efter två till fyra dagar är den ätbar men efter fem till sex dagar anser de flesta att frukten är övermogen och osmaklig. Vanligtvis får konsumenterna rådet att undersöka kvaliteten på växtens stjälk som förlorar sin fuktighet när den åldras. En stor, hård stjälk tyder på att frukten är färsk. Oseriösa försäljare förpackar, målar eller tar bort stjälken på frukten. Ett annat vanligt råd är att man skall skaka frukten och lyssna efter ljud efter frön som rör sig inuti frukten, vilket indikerar att frukten är väldigt mogen och att fruktköttet har torkat ut något.

## Historia

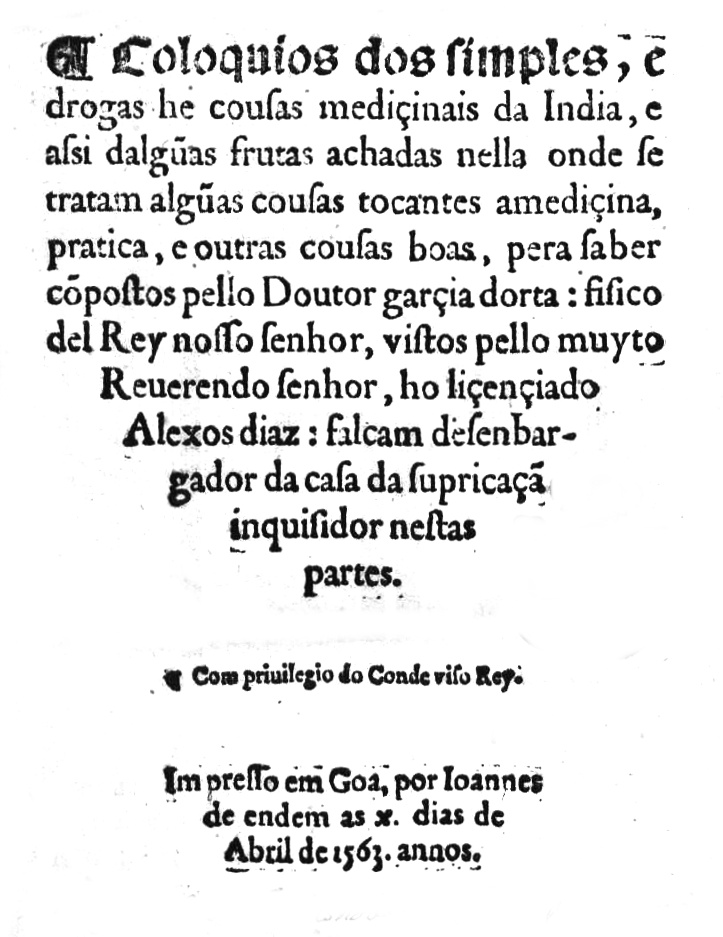
Colóquios dos Simples e Drogas da India (1563).

Durian har varit känd, och konsumerats, i Sydostasien sedan förhistorisk tid, men har bara varit känd i västvärlden i ungefär 600 år. Den första kända europeiska referensen till frukten är från Niccolò Da Conti, som reste till Sydostasien under 1400-talet. Den portugisiske fysikern Garcia de Orta beskrev frukterna i Colóquios dos Simples e Drogas da India som publicerades 1563. År 1741 publicerades verket Herbarium Amboinense av den tyske botanisten Georg Eberhard Rumphius, vilket var den mest exakta och detaljerade redogörelsen av frukten under det århundradet.

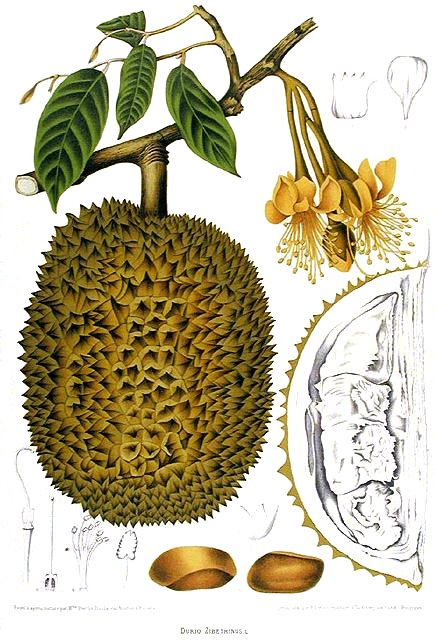
Durio zibethinus. Bild av Hoola Van Nooten, cirka 1863.

Stinkfrukt introducerades på Sri Lanka av portugiserna under 1500-talet, och har därefter återintroducerades många gånger. I Sydostasien har durian odlats i århundrade, förmodligen sedan sent 1700-tal, och kommersiellt sedan mitten av 1900-talet. I verket My Tropic Isle beskriver den australiensiska författaren och naturforskaren Edmund James Banfield hur en vän i Singapore under den första delen av 1900-talet skickade honom ett durianfrö, som han planterade och tog hand om på en ö utanför Queenslands norra kust. Durian har även planterats i Amerika men enbart i botaniska trädgårdar.
År 1949 publicerade den brittiske botanisten E. J. H. Corner The Durian Theory, or the Origin of the Modern Tree. Hans teori var att den allra första formen av fröspridning för växter var genom att djur transporterade frön i magen, och att enkla förfäder till Durio var de första växter att utnyttja denna spridningsmetod.
Sedan början på 1990-talet har den internationella efterfrågan på durian i ASEAN ökat märkbart, delvis beroende på det ökande välståndet i Asien. För fyrahundra år sedan handlades durian över dagens Myanmar och odlades aktivt särskilt i Thailand och Sydvietnam.

## Användningsområden

### Matlagning
Durian används för att smaksätta flera olika maträtter, såsom traditionellt malajiskt godis, bakverket ice kacang, maträtten dodol, kakor, och mer modernt i glass, milkshake, månkakor, julstubbar och cappuccino. Pulut Durian är ett klibbigt ris stuvad med kokosmjölk och som serveras med mogen durianfrukt. I Sabah friteras röd durian (D. dulcis) med lök och chilipeppar och serveras vid sidan av andra rätter. Durio graveolens är en traditionell ingrediens i den indonesiska soppan sayur som görs på sötvattensfiskar. Ikan brengkes är en maträtt där fisk kokas i en durianbaserad sås som är en traditionell rätt på Sumatra. Tempoyak är fermenterad durianfrukt som vanligtvis görs på de frukter som är av så låg kvalitet att de inte går att äta. Tempoyak kan antingen ätas tillagad eller otillagad, vanligtvis med ris, och är en vanlig ingrediens i curry. Sambal Tempoyak är en maträtt från Sumatra som görs på fermenterad durianfrukt, kokosmjölk, och en stark kryddblandning, kallad sambal.
I Thailand säljs durianpasta i block på marknader, även om mycket av pastan är utspädd med pumpa. Omogna durianfrukter kan tillagas som grönsaker, förutom i Filippinerna där man konsumerar den söt hellre än kryddstark. Malajer gör både sockrade och saltade inläggningar från frukten. När durian mals med salt, lök och vinäger får man boder. Durianfrön, som är lika stora som kastanjer, äts både kokta, rostade eller friterade i kokosfett med en konsistens som kan liknas vid taro eller jams, men fastare. På Java skivas fröna tunt och tillagas med socker som konfekt. Otillagade durianfrön är giftiga på grund av sitt innehåll av vissa fettsyror och bör ej intas. Unga löv och skott tillagas då och då som bladgrönsaker. Ibland läggs askan från bränt skal till i olika tårtor. Durianblommornas kronblad äts i Norra Sumatra i Indonesien, medan man på Moluckerna använder fruktens skal som bränsle för att rökning av fisk. Blommans nektar och pollen är en viktig källa till honung, även om durianhonungen inte har några kända speciella kännetecken.

### Näringsvärde och läkemedel
Durianfrukten innehåller en stor mängd socker, vitamin C,  kalium och den serotonerga aminosyran tryptofan, och är en bra källa för kolhydrater, proteiner och fetter. Bland utövare av levande föda anses frukten vara en förträfflig källa till råa fetter, medan andra anser det vara högglykemisk fettrik mat, varför man bör minimera konsumtionen av den.
En dekokt på fruktens löv och rötter ansågs i Malaysia vara antipyretiskt. Juicen från löven läggs på den febrige patientens huvud. En av de mest kompletta beskrivningarna av fruktens medicinska förmåga som febermedicin gjordes av malajer och beskrevs av Burkill och Haniff 1930. Beskrivningen instruerar läsaren att koka rötterna från hibiskus, stinkfrukt, flera arter från rambutansläktet (nephelium) samt arten cempedak, och därefter dricka dekokten eller lägga ett grötomslag av den.
Under 1920-talet startades i New York av företaget Durian Fruit Products, Inc. produkten Dur-India som ett hälsokosttillskott till priset av 9 amerikanska dollar för tolv askar, innehållande 63 tabletter var. Produkten påstods innehålla durian och en art från löksläktet, samt vitamin E. Företaget marknadsförde tillskottet genom att säga att det innehöll mer koncentrerad hälsosam energi i matform än någon annan produkt i hela världen.

## Traditioner och trosuppfattningar
I sydostasiatiska trosuppfattningar, såväl som i den traditionella kinesiska medicinen, tros frukten ha värmande egenskaper benägna att orsaka svettningar. Den traditionella metoden för att motverka detta är att hälla vatten i durianfruktens tomma skal, efter att fruktköttet ätits, och därefter dricka det. En annan metod är att äta frukten tillsammans med mangostan som anses ha kylande egenskaper. Gravida kvinnor eller människor med högt blodtryck råds att inte äta frukten.
En annan vanlig trosuppfattning är att durian är skadlig när den konsumeras tillsammans med kaffe eller alkoholhaltiga drycker. Den senare trosuppfattningen kan spåras tillbaka till åtminstone 1700-talet när den tyske botanisten Rumphius uppgav att man inte skulle dricka alkohol efter att ha ätit durianfrukter då det skulle orsaka matsmältningsbesvär och dålig andedräkt. År 1929 skrev J. D. Gimlette i verket Malay Poisons and Charm Cures att frukten inte bör ätas tillsammans med brandy. År 1981 skrev J. R. Croft i verket Bombacaceae: In Handbooks of the Flora of Papua New Guinea att en känsla av sjuklighet ofta kommer efter konsumtion av alkohol för kort efter konsumtion av durian. Flera medicinska studier angående alkoholkonsumtion i anslutning till durian har utförts med varierande resultat, även om en studie av universitetet i Tsukuba (Japan) visar att fruktens höga kaliuminnehåll hämmar vissa grupper av enzymer. Bland annat sänks förmågan att ta bort gifter från kroppen med 70 procent.
Javaneserna tror att frukten har kärleksförhöjande kvaliteter, och har därför infört en samling regler för vad man bör och vad man inte bör äta tillsammans med frukten, eller kort efteråt. Ett talesätt på indonesiska, durian jatuh sarung naik (durianfrukterna trillar och sarongerna kommer upp), kommer från den trosuppfattningen.

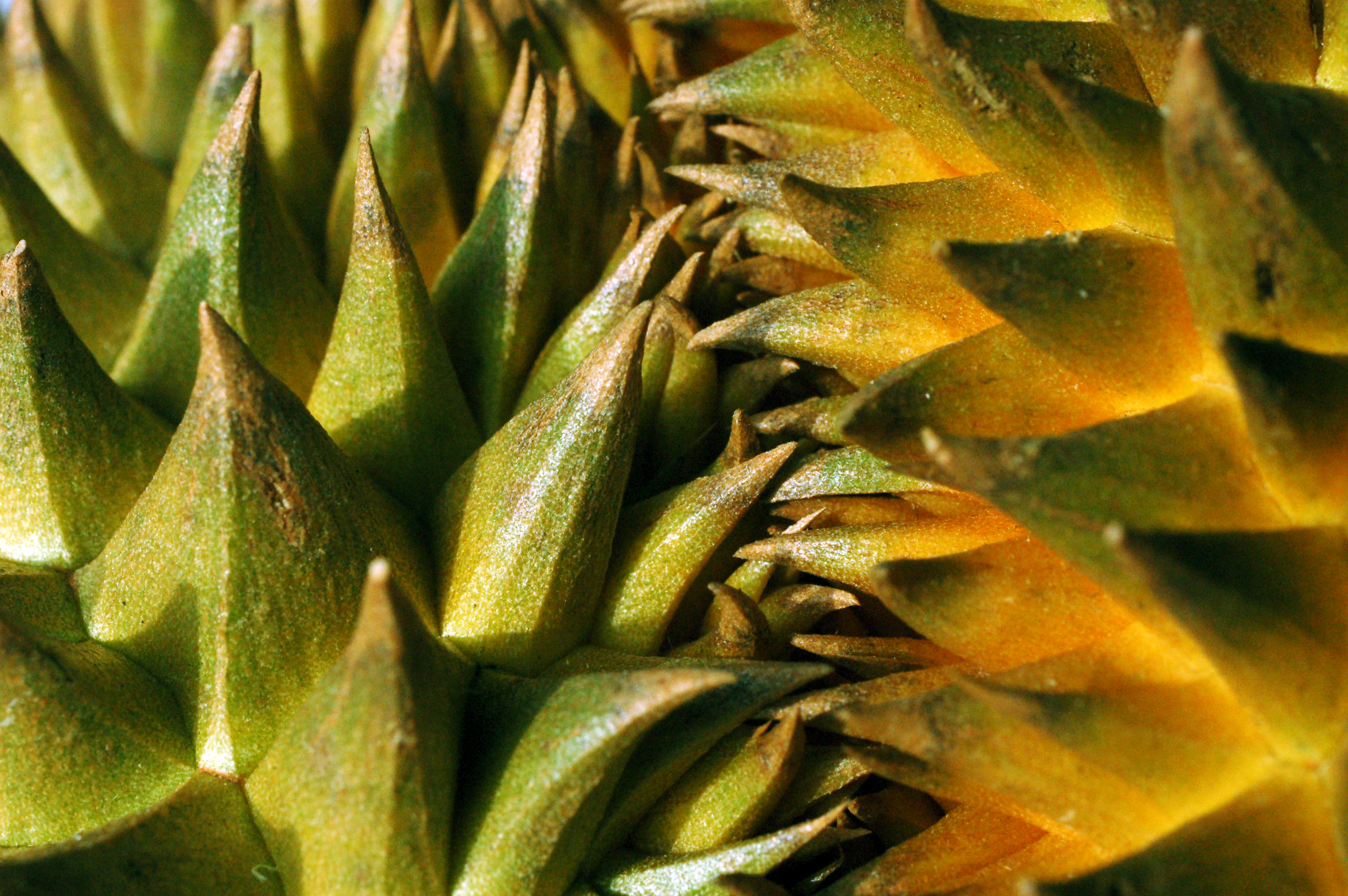
De vassa taggarna kan orsaka blödande sår.

 Varningarna mot den antagna vällustiga egenskapen hos frukten spred sig snart till västvärlden, där bland andra den Swedenborgska filosofen Herman Vetterling kommenterade så kallade "erotiska egenskaper" hos frukten under början av 1900-talet.
En durianfrukt som faller ned på en persons huvud kan orsaka allvarliga skador då den är tung, bepansrad med vassa taggar, och kan falla från höga höjder. Man rekommenderas att bära en skyddshjälm medan man plockar frukten. Alfred Russel Wallace skriver dock att ytterst få dödsfall har skett till följd av fallande durianfrukter, då den kopiösa blodsutgjutning som sker förhindrar inflammation. Ett vanligt talesätt är att frukten har ögon och kan se var den faller, då det påstås att den aldrig faller under dagen när människor kan skadas, utan bara på natten. Ett talesätt i Indonesien, ketibaan durian runtuh (att få en fallande durian), betyder att få en oväntad tur eller lycka. Trots det finns det i Indonesien skyltar som varnar människor för att vara längre än nödvändigt under ett durianträd.

## Kulturell påverkan

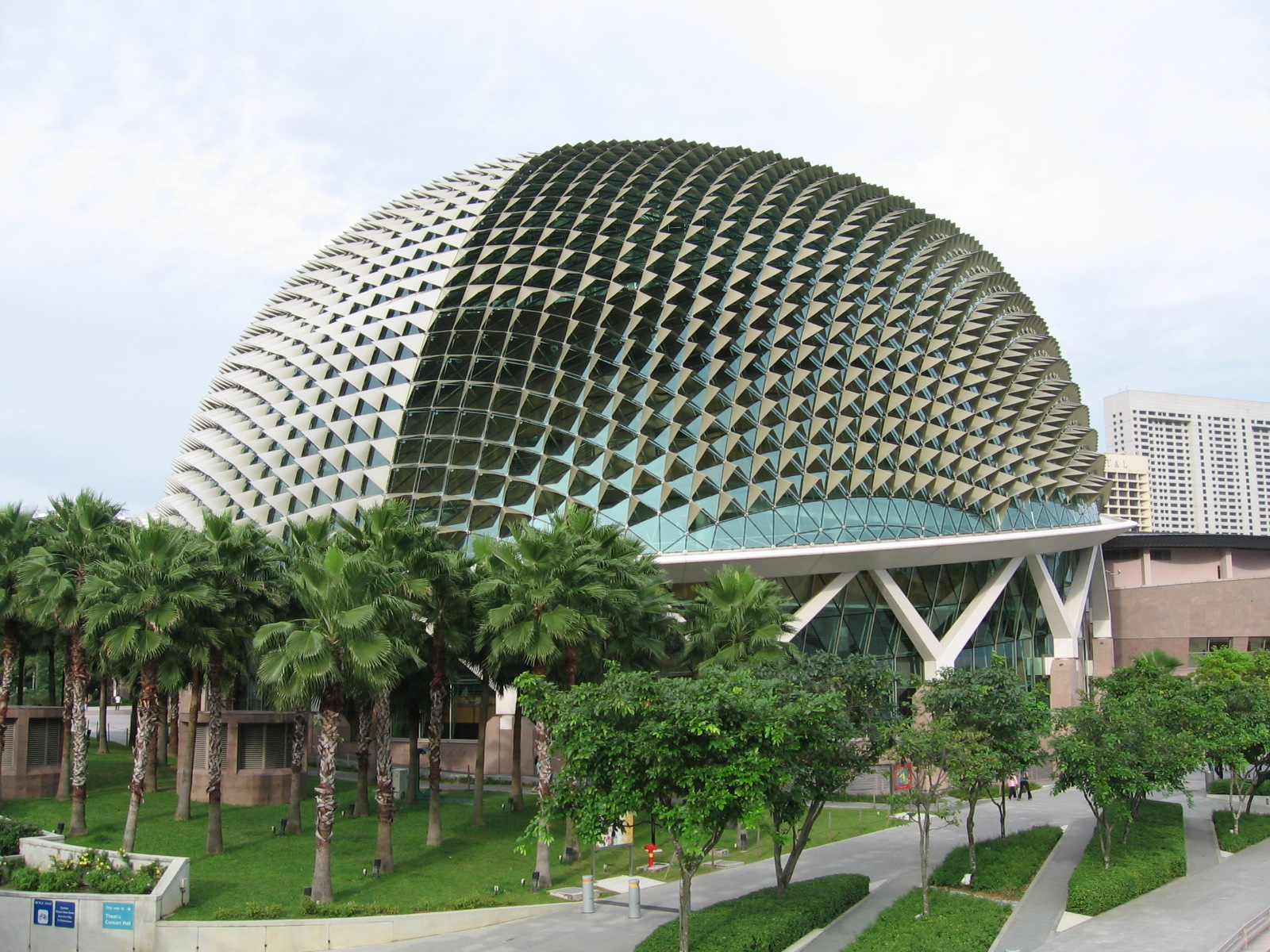
Byggnaden på bilden kallas i folkmun för "Durianfrukten".

Durianfrukten kallas ibland för Frukternas konung, vilket kan bero på dess väldiga storlek och överväldigande doft. Mangostan, som kallas Frukternas drottning, är liten och mild i jämförelse. Mangostanfrukten skördas samtidigt som durian, och de ses som komplement till varandra, vilket lär vara en av anledningarna till dess båda smeknamn.
I durianfruktens ursprungsländer i Sydostasien är frukten vardagsmat och skildras i media i enlighet med den kulturella uppfattning som frukten har i regionen. Dess subjektiva skönhet och fulhet skildrades i Hongkong-regissören Fruit Chans film från år 2000 Durian Durian, och var den "våghalsige men beundransvärde" huvudpersonens smeknamn, spelad av Adrian Pang.
En teaterbyggnad i Singapore, kallad Esplanaden (på bilden till vänster), har på grund av sin konstiga form fått smeknamnet "The Durian", och Indonesiens huvudstad Jakarta har fått smeknamnet "The Big Durian".
Ett av namnen som Thailand föreslog till listan över namn på stormar för Stillahavets nordvästra tropiska cykloner var Durian, vilket togs bort efter den andra stormen med samma namn under 2006 års tyfonsäsong. Flera kryptozoologiska varelser och andra "vilda monster" i berättelser från Indonesien och Malaysia beskrivs som storkonsumenter av durian.